# Pallacanestro Treviso 2003-2004
Questa voce raccoglie le informazioni riguardanti la Pallacanestro Treviso nelle competizioni ufficiali della stagione 2003-2004.

## Stagione
La stagione 2003-2004 della Pallacanestro Treviso sponsorizzata Benetton, è la 20ª nel massimo campionato italiano di pallacanestro, la Serie A.

## Roster
Aggiornato al 22 dicembre 2021.
| Benetton Treviso 2003-2004 | Benetton Treviso 2003-2004 |
| Giocatori                  | Staff tecnico              |
| -------------------------- | -------------------------- |

| N. | Naz.                                     | Ruolo | Nome                   | Anno | Alt.   | Peso   |  |
| -- | ---------------------------------------- | ----- | ---------------------- | ---- | ------ | ------ |  |
| 4  | Argentina (bandiera) · Spagna (bandiera) | AG    | Marcelo Nicola         | 1971 | 207 cm | 102 kg |  |
| 5  | Stati Uniti (bandiera)                   | P     | Tyus Edney             | 1973 | 178 cm | 78 kg  |  |
| 6  | Stati Uniti (bandiera)                   | GA    | Maurice Evans          | 1978 | 196 cm | 95 kg  |  |
| 7  | Italia (bandiera)                        | A     | Riccardo Pittis (C)    | 1968 | 203 cm | 98 kg  |  |
| 8  | Italia (bandiera)                        | C     | Denis Marconato        | 1975 | 211 cm | 115 kg |  |
| 9  | Italia (bandiera)                        | P     | Massimo Bulleri        | 1977 | 188 cm | 83 kg  |  |
| 10 | Slovenia (bandiera)                      | AC    | Uroš Slokar            | 1983 | 210 cm | 110 kg |  |
| 11 | Italia (bandiera)                        | C     | Andrea Bargnani        | 1985 | 211 cm | 106 kg |  |
| 12 | Brasile (bandiera) · Italia (bandiera)   | AG    | Guilherme Giovannoni   | 1980 | 204 cm | 105 kg |  |
| 13 | Georgia (bandiera)                       | AP    | Manuchar Mark'oishvili | 1986 | 196 cm | 90 kg  |  |
| 13 | Stati Uniti (bandiera)                   | G     | Jermaine Jackson       | 1976 | 193 cm | 93 kg  |  |
| 14 | Italia (bandiera)                        | C     | Samuele Podestà        | 1976 | 204 cm | 103 kg |  |
| 15 | Spagna (bandiera)                        | AG    | Jorge Garbajosa        | 1977 | 206 cm | 111 kg |  |
| 16 | Italia (bandiera)                        | P     | Alberto D'Incà         | 1987 | 188 cm |        |  |
| 16 | Italia (bandiera)                        | G     | Stefano Borsato        | 1986 | 193 cm | 80 kg  |  |
| 19 | Rep. Ceca (bandiera)                     | C     | Martin Ides            | 1980 | 215 cm | 115 kg |  |
| 19 | Germania (bandiera)                      | AG    | Ademola Okulaja        | 1975 | 206 cm | 107 kg |  |
| 20 | Italia (bandiera)                        | G     | Francesco Corradini    | 1986 | 194 cm |        |  |
| 20 | Italia (bandiera)                        | C     | Gino Cuccarolo         | 1987 | 220 cm | 120 kg |  |
| -  | Italia (bandiera)                        | A     | Patrick Baldassarre    | 1986 | 201 cm | 90 kg  |  |

| Allenatore                                                                                |
| - Ettore Messina                                                                          |
| Assistente/i                                                                              |
| - Emanuele Molin - Francesco Vitucci Legenda - (C) Capitano - (IN) Inattivo - Infortunato |

## Mercato

### Sessione estiva
| Acquisti | Acquisti             | Acquisti       | Acquisti      | Acquisti |
| R.       | Nome                 | da             | Modalità      |          |
| -------- | -------------------- | -------------- | ------------- | -------- |
| C        | Andrea Bargnani      | Stella Azzurra | definitivo    |          |
| AG       | Guilherme Giovannoni | Crabs Rimini   | fine prestito |          |
| AC       | Uroš Slokar          | Slovan Lubiana | definitivo    |          |
| GA       | Maurice Evans        | Olympiakos     | definitivo    |          |
| C        | Samuele Podestà      | Pall. Trieste  | definitivo    |          |
| PG       | Luca Sottana         | Trapani Shark  | fine prestito |          |
| C        | Martin Ides          | Opava          | definitivo    |          |

| Cessioni | Cessioni         | Cessioni        | Cessioni       | Cessioni |
| R.       | Nome             | a               | Modalità       |          |
| -------- | ---------------- | --------------- | -------------- | -------- |
| G        | Trajan Langdon   | Efes Pilsen     | fine contratto |          |
| C        | Krešimir Lončar  | Teramo Basket   | fine contratto |          |
| GA       | Charles O'Bannon | Toyota Alvark   | fine contratto |          |
| AP       | Nick Eppehimer   | Dinamo Sassari  | fine contratto |          |
| G        | Dante Calabria   | Pall. Cantù     | fine contratto |          |
| C        | Thomas Soltau    | SISU Copenhagen | fine contratto |          |
| AG       | Giacomo Sereni   |                 | fine contratto |          |
| C        | David Šteffel    | Hopsi Polzela   | fine contratto |          |
| PG       | Luca Sottana     | Fulgor L. Forlì | prestito       |          |

### Dopo l'inizio della stagione
| Acquisti | Acquisti         | Acquisti          | Acquisti     | Acquisti   |
| R.       | Nome             | da                | Data         | Modalità   |
| -------- | ---------------- | ----------------- | ------------ | ---------- |
| G        | Jermaine Jackson | Great Lakes Storm | gennaio 2003 | definitivo |
| AG       | Ademola Okulaja  | Girona            | maggio 2004  | definitivo |

| Cessioni | Cessioni               | Cessioni           | Cessioni      | Cessioni    |
| R.       | Nome                   | a                  | Data          | Modalità    |
| -------- | ---------------------- | ------------------ | ------------- | ----------- |
| C        | Samuele Podestà        | FuturVirtus        | dicembre 2003 | rescissione |
| AP       | Manuchar Mark'oishvili | Mitteldeutscher BC | gennaio 2004  | prestito    |
| C        | Martin Ides            | Opava              | aprile 2004   | rescissione |